# Alarico Polidori
Alarico Polidori OFM (ur. 12 grudnia 1897 w Ostra Vetere, zm. 31 października 1986 w Neapolu) – włoski franciszkanin, kapłan, minister prowincjalny w Marchii Ankońskiej w latach 1944-1946, Kustosz Ziemi Świętej w latach 1957-1962.

## Życiorys
Alarico Polidori urodził się 12 grudnia 1897 w Ostra Vetere w prowincji Ankona. Do Zakonu Braci Mniejszych wstąpił w Prowincji św. Jakuba z Marchii. Pierwszą profesję zakonną złożył 8 września 1914, profesję wieczystą 6 kwietnia 1921. Po odbyciu studiów filozoficzno-teologicznych przyjął święcenia kapłańskie 13 czerwca 1925. W 1927 został proboszczem w Parafii św. Jana Chrzciciela w Ankonie. W latach 1928–1931 był gwardianem i dyrektorem szkoły zakonnej w Sassoferrato, w latach 1934-1937 sekretarzem prowincjalnym, komisarzem Trzeciego Zakonu Franciszkańskiego oraz komisarzem Ziemi Świętej. W 1943 wybrano go komisarzem generalnym dla Trzeciego Zakonu Franciszkańskiego, wizytował też prowincję wenecką. W latach 1944–1946 był ministrem prowincjalnym swojej macierzystej Prowincji św. Jakuba z Marchii. W latach 1946–1952 był sekretarzem generalnym zakonu, w latach 1952-1957 definitorem generalnym.
W 1957 o. Polidori został wybrany kustoszem Ziemi Świętej. Ingres do bazyliki Bożego Grobu w Jerozolimie odbył w sierpniu 1957. Pełniąc urząd został otrzymał Order Zasługi Republiki Włoskiej III klasy. W czasie jego mandatu papież Jan XXIII zaaprobował projekt nowej bazyliki Zwiastowania Pańskiego w Nazarecie 2 marca 1959. O. Polidori przyczynił się do powstania papieskiego listu Sacra Palaestinae loca z 17 kwietnia 1960, w którym Jan XXIII zachęcał do składania ofiar na rzecz misji w Ziemi Świętej w Wielki Piątek. Ostatnie lata życia spędził w klasztorze przy bazylice św. Klary w Neapolu, pełniąc posługę spowiednika.

## Odznaczenia
- Komandor Orderu Zasługi Republiki Włoskiej (4 października 1960)